# Advanced Power Management
Advanced Power Management (APM) (рус. Расширенное управление питанием) — набор функций (API), позволяющий программам управлять параметрами энергопотребления персонального компьютера, совместимого с IBM PC.
Разработан в 1992 году компаниями Microsoft и Intel. Версия 1.2, принятая в 1996 году, была последней. Для замена APM в 1996 году принимается новый интерфейс ACPI. Microsoft прекратила поддержку APM, начиная с Windows Vista. Функции реализованы на уровне BIOS.

## Введение

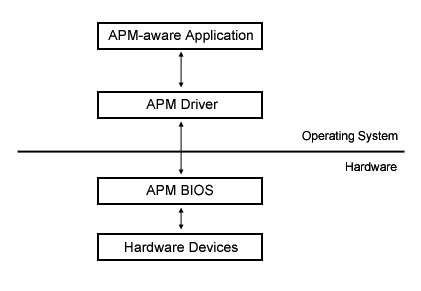
Уровни APM

APM использует многоуровневый подход к управлению устройствами. Программы (а также драйверы) обращаются к операционной системе (драйверу APM). Далее ОС обращается к APM-совместимому BIOS, который управляет оборудованием.
Обмен сообщениями проходит в двух направлениях:
1. От BIOS к APM-драйверу ОС.
2. APM-драйвер посылает информацию и запросы в BIOS через вызовы процедур. В этом случае APM-драйвер является промежуточным звеном между BIOS и операционной системой.

## Программное управление
Для расширенного управления питанием жесткого диска существует множество программ, например, CrystalDiskInfo.

### События управления питанием
Существует 12 состояний/событий, связанных с управлением электропитанием (таких, как запросы standby, suspend или resume, а также уведомления о слабом заряде батареи), плюс события, добавленные производителями плат и периферии. Эти события посылаются от APM BIOS операционной системе, и драйвер регулярно проверяет наличие таких событий.

### APM-функции
Существует 21 процедура, которые может использовать драйвер для получения информации об электропитании или запроса изменений. Например, оповестить BIOS об использовании центрального процессора, и, если он не нагружен, то BIOS может перевести процессор в режим пониженного энергопотребления или переключить обратно в нормальный режим. Также драйвер может узнать состояние электропитания устройства или же перевести его в другой режим.

## Состояния питания
Спецификация APM определяет состояния питания системы и устройств.

### Состояния питания системы
1. Включён: компьютер включён, ни одно из устройств не находится в энергосберегающем режиме.
2. APM включён: компьютер включён, используется управление электропитанием.
3. APM Standby: большинство устройств находится в энергосберегающем режиме. Центральный процессор переведен в режим пониженного энергопотребления либо отключен. Состояние системы сохранено и может быть быстро возобновлено движением мыши или нажатием клавиши клавиатуры. Как правило, информация сохраняется в памяти, чем и обусловлена быстрота возобновления работы.
4. APM Suspend: большинство устройств выключено, но состояние системы сохранено (например, на жёсткий диск). Возобновление работы занимает больше времени.
5. Выключен: компьютер полностью выключен.

### Состояния питания устройств
Устройства также могут поддерживать APM. Устройства могут поддерживать APM полностью или частично.
1. Устройство включено: устройство полностью функционирует.
2. Управляется APM: устройство работает, но некоторые функции отключены или понижена производительность.
3. Энергосберегающий режим: устройство не работает, но питание поступает, так что оно может быстро возобновить работу.
4. Выключено: устройство выключено, питание не подается.